# Amy Cohen-Corwin
Pour les articles homonymes, voir Cohen et Corwin.
Amy Cohen-Corwin est une mathématicienne américaine, professeure émérite de mathématiques à l'université Rutgers et ancienne doyenne du University College de l'Université Rutgers.

## Biographie
Elle obtient en 1964 un diplôme de mathématiques au Radcliffe College de Harvard. Elle poursuit ses études à l'université de Californie à Berkeley, où elle réalise, en 1966, une maîtrise de mathématiques et, en 1970, un doctorat de mathématiques, sous la direction de Murray H. Protter. Elle est assistante de mathématiques à l'université Cornell en 1971-1972, puis est recrutée à l'université Rutgers, où elle réalise l'ensemble de sa carrière académique, successivement comme professeure assistante (1972-1978), professeure associée (1978-1986), puis comme professeure titulaire au sein du département de mathématiques. Elle est professeure émérite de mathématiques à l'université Rutgers et ancienne doyenne du University College de l'Université Rutgers.

## Activités de recherche
Cohen-Corwin s'est particulièrement intéressée à l'équation de Korteweg-de Vries, l'équation de Schrödinger cubique. Elle s'attache particulièrement à l'amélioration de l'enseignement de licence destiné aux futurs enseignants de mathématiques. 
Elle travaille notamment sur le projet SEED (en) de l'université de Berkeley, en 1970, ce qui a alimenté son intérêt pour l'enseignement des mathématiques. 
Amy Cohen-Corwin a occupé différents postes institutionnels notamment en tant que coorganisatrice de l'atelier parrainé par l'American Institute of Mathematics et la Fondation nationale pour la science, « Finding and Keeping Graduate Students in the Mathematical Sciences ». 

## Prix et distinctions
Elle est élue membre de l'Association américaine pour l'avancement des sciences en 2006 et fellow de l'Association for Women in Mathematics en 2019.
Elle est lauréate du prix Louise Hay 2013, décerné par l'Association for Women in Mathematics pour sa contribution à l'enseignement des mathématiques,.